# Messor lobicornis
Messor lobicornis är en myrart som beskrevs av Auguste-Henri Forel 1894. Messor lobicornis ingår i släktet Messor och familjen myror.

## Underarter
Arten delas in i följande underarter:
- M. l. batnensis
- M. l. laurenti
- M. l. lobicornis
- M. l. normandi
- M. l. rugulosus
- M. l. submuticus